# Ginnastica ai Giochi della XXXII Olimpiade - Trampolino femminile
La competizione del trampolino femminile (ginnastica) dei giochi olimpici di Tokyo 2020 si è svolta il 30 luglio 2021 presso l'Ariake Gymnastics Centre di Tokyo.

## Qualificazioni
Le prime otto ginnaste si sono qualificate per la finale.
| Pos. | Atleta            | Nazione       | 1ª routine | 2ª routine | Totale  | Note |
| ---- | ----------------- | ------------- | ---------- | ---------- | ------- | ---- |
| 1    | Liu Lingling      | Cina          | 50.155     | 55.315     | 105.470 | Q    |
| 2    | Zhu Xueying       | Cina          | 49.755     | 55.545     | 105.300 | Q    |
| 3    | Bryony Page       | Gran Bretagna | 48.850     | 55.810     | 104.660 | Q    |
| 4    | Rosie MacLennan   | Canada        | 48.840     | 55.595     | 104.435 | Q    |
| 5    | Megu Uyama        | Giappone      | 48.705     | 54.880     | 103.585 | Q    |
| 6    | Susana Kochesok   | ROC           | 47.870     | 54.920     | 102.790 | Q    |
| 7    | Nicole Ahsinger   | Stati Uniti   | 48.325     | 53.785     | 102.110 | Q    |
| 8    | Dafne Navarro     | Messico       | 46.685     | 53.165     | 99.850  | Q    |
| 9    | Malak Hamza       | Egitto        | 45.225     | 49.495     | 94.720  | R1   |
| 10   | Maddie Davidson   | Nuova Zelanda | 47.870     | 45.540     | 93.140  | R2   |
| 11   | Iana Lebedeva     | ROC           | 48.615     | 23.190     | 71.805  |      |
| 12   | Léa Labrousse     | Francia       | 14.015     | 54.070     | 68.085  |      |
| 13   | Hikaru Mori       | Giappone      | 47.350     | 16.425     | 63.775  |      |
| 14   | Samantha Smith    | Canada        | 48.335     | 11.210     | 59.545  |      |
| 15   | Laura Gallagher   | Gran Bretagna | 47.235     | 6.100      | 53.335  |      |
| 16   | Jessica Pickering | Australia     | 17.840     | 16.350     | 34.190  |      |

### Finale
| Pos. | Atleta              | Nazione       | Difficoltà | Esecuzione | Sp. orizz. | Volo   | Totale |
| ---- | ------------------- | ------------- | ---------- | ---------- | ---------- | ------ | ------ |
|      | Zhu Xueying         | Cina          | 15.000     | 16.800     | 9.400      | 15.435 | 56.635 |
|      | Liu Lingling        | Cina          | 15.000     | 16.000     | 9.100      | 16.250 | 56.350 |
|      | Bryony Page         | Gran Bretagna | 15.000     | 15.800     | 9.400      | 15.535 | 55.735 |
| 4    | Rosannagh MacLennan | Canada        | 14.900     | 15.600     | 9.200      | 15.760 | 55.460 |
| 5    | Megu Uyama          | Giappone      | 14.000     | 16.000     | 9.300      | 15.355 | 54.655 |
| 6    | Nicole Ahsinger     | Stati Uniti   | 14.300     | 15.300     | 9.300      | 15.450 | 54.350 |
| 7    | Susana Kochesok     | ROC           | 14.400     | 15.300     | 9.000      | 15.590 | 54.290 |
| 8    | Dafne Navarro Loza  | Messico       | 12.800     | 13.900     | 8.000      | 13.645 | 48.345 |